# Kadykčan
Kadykčan (rusky Кадыкчан, evensky znamená „malá roklina“) je opuštěné sídlo městského typu v Susumanském rajónu v Magadanské oblasti v asijské části Ruské federace, které leží 65 km severozápadně od Susumanu.

## Historie
Město vzniklo krátce po nalezení černého uhlí vysoké kvality jako gulag pro nucené práce v době Velké vlastenecké války v roce 1943. Status města získalo v roce 1964. V období rozkvětu mělo město okolo 12 000 obyvatel.
Po rozpadu Sovětského svazu se město z důvodu omezení hornictví začalo vylidňovat.
V roce 1996 došlo v místním dole k explozi, která zabila 6 lidí a důl byl uzavřen. Zatímco v roce 1986 zde žilo 10 270 obyvatel, v roce 2002 už byly obydleny pouze dvě ulice s 875 obyvateli a fungovala nemocnice a poliklinika. V roce 2007 zde žilo už jen 287 obyvatel.
V gulagu v Kadykčanu pobýval nějaký čas spisovatel Varlam Šalamov.

## Demografie
| Rok  | Počet obyvatel |
| ---- | -------------- |
| 1970 | 3378           |
| 1979 | 4764           |
| 1986 | 10270          |
| 1989 | 5794           |
| 2002 | 875            |
| 2003 | 473            |
| 2007 | 287            |
| 2010 | 0              |
| 2012 | 1              |